# Città designata per ordinanza governativa

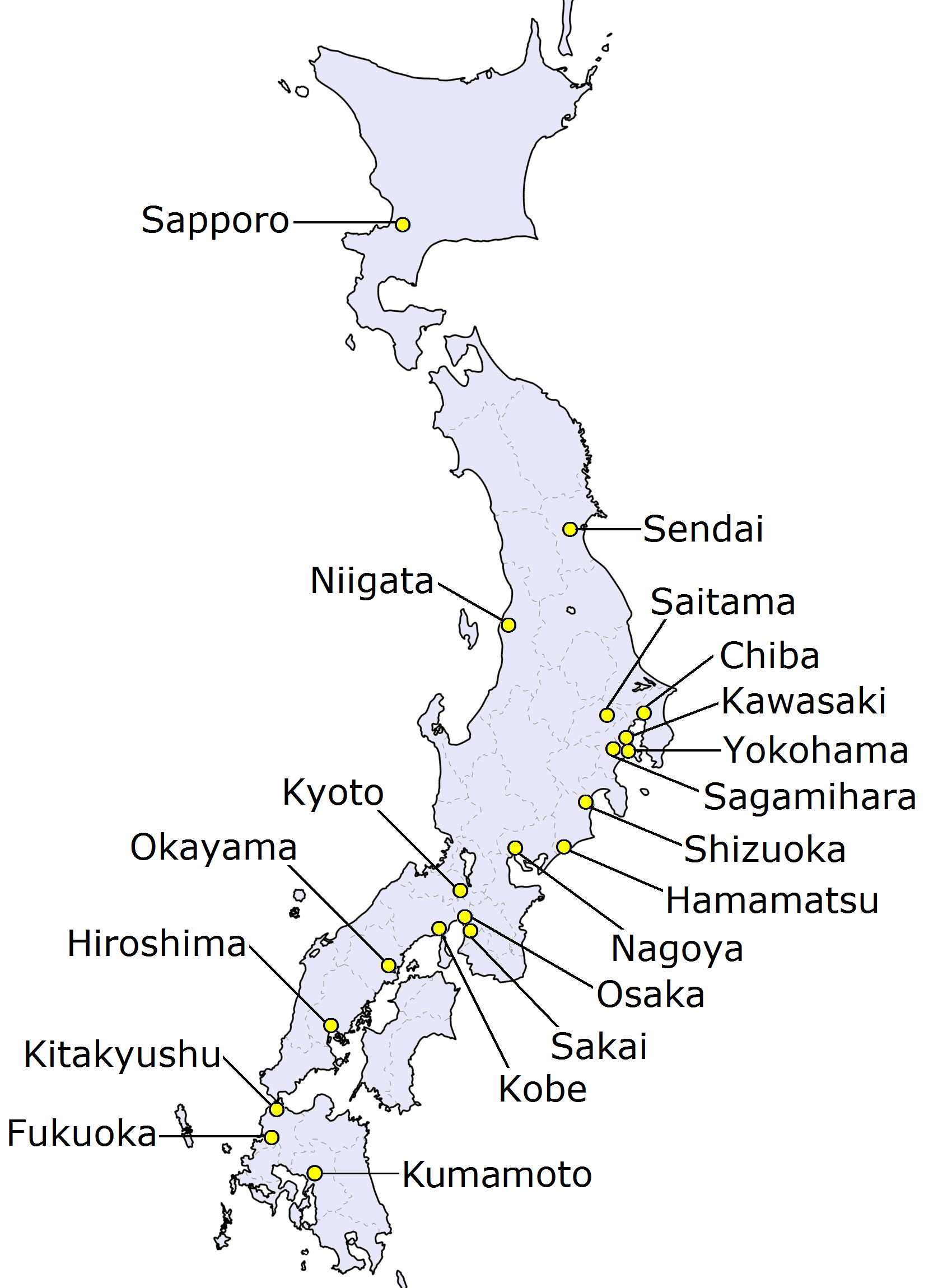
Mappa delle città designate dalla legge di Autonomia Locale

In Giappone una città designata per ordinanza governativa (政令指定都市?, seirei shitei toshi), detta anche città designata (指定都市?, shitei toshi) o città designata dal governo (政令市?, seirei toshi), è una città giapponese la cui popolazione supera le 500.000 unità, ha un importante ruolo economico ed industriale ed è considerata una "grande città".

## Fonte normativa
La classificazione è stata introdotta dall'articolo 252 della legge di Autonomia Locale del Giappone, promulgata nel 1947. Nessuna città che abbia guadagnato questo status lo ha poi perso.

## Caratteristiche
Alle città designate sono delegate molte delle funzioni normalmente espletate dalle giunte prefettizie per quanto riguarda l'istruzione, l'assistenza, la sanità, le licenze commerciali e la pianificazione urbanistica. 
Ai governi cittadini sono delegate le decisioni amministrative di minore importanza, mentre alla prefettura spettano quelle più rilevanti. Ad esempio i commercianti minori di medicine e le piccole cliniche ottengono la licenza in comune, mentre le farmacie maggiori e gli ospedali la ottengono dalla prefettura.
Le città designate vengono suddivise in ku (区?), circoscrizioni comunali ai cui uffici vengono demandate importanti funzioni amministrative, quali l'ufficio anagrafe e la riscossione delle tasse. In alcune città, gli uffici dei ku si occupano anche delle licenze commerciali, dei permessi di costruzioni e altri aspetti amministrativi. La struttura ed il personale dei ku vengono definiti con ordinanze comunali.

## Lista delle città designate
La lista che segue è ordinata in base alla data in cui la città ha ottenuto lo status.
| Nome       | giapponese | Popolazione (2010) | Data di designazione | Regione  | Prefettura | Ku     | n. di ku |
| ---------- | ---------- | ------------------ | -------------------- | -------- | ---------- | ------ | -------- |
| Chiba      | 千葉市     | 962.130            | 1º aprile 1992       | Kantō    | Chiba      | elenco | 6        |
| Fukuoka    | 福岡市     | 1.483.052          | 1º aprile 1972       | Kyūshū   | Fukuoka    | elenco | 7        |
| Hamamatsu  | 浜松市     | 800.912            | 1º aprile 2007       | Chūbu    | Shizuoka   | elenco | 7        |
| Hiroshima  | 広島市     | 1.174.209          | 1º aprile 1980       | Chūgoku  | Hiroshima  | elenco | 8        |
| Kawasaki   | 川崎市     | 1.425.678          | 1º aprile 1972       | Kantō    | Kanagawa   | elenco | 7        |
| Kitakyūshū | 北九州市   | 977.288            | 1º aprile 1963       | Kyūshū   | Fukuoka    | elenco | 7        |
| Kōbe       | 神戸市     | 1.544.873          | 1º settembre 1956    | Kansai   | Hyōgo      | elenco | 9        |
| Kumamoto   | 熊本市     | 731.286            | 1º aprile 2012       | Kyūshū   | Kumamoto   | elenco | 5        |
| Kyoto      | 京都市     | 1.474.473          | 1º aprile 1956       | Kansai   | Kyoto      | elenco | 11       |
| Nagoya     | 名古屋市   | 2.263.907          | 1º aprile 1956       | Chūbu    | Aichi      | elenco | 16       |
| Niigata    | 新潟市     | 812.192            | 1º aprile 2007       | Chūbu    | Niigata    | elenco | 8        |
| Okayama    | 岡山市     | 709.622            | 1º aprile 2009       | Chūgoku  | Okayama    | elenco | 4        |
| Osaka      | 大阪市     | 2.666.371          | 1º settembre 1956    | Kansai   | Osaka      | elenco | 24       |
| Sagamihara | 相模原市   | 717.561            | 1º aprile 2010       | Kantō    | Kanagawa   | elenco | 3        |
| Saitama    | さいたま市 | 1.222.910          | 1º aprile 2003       | Kantō    | Saitama    | elenco | 10       |
| Sakai      | 堺市       | 842.134            | 1º aprile 2006       | Kansai   | Osaka      | elenco | 7        |
| Sapporo    | 札幌市     | 1.914.434          | 1º aprile 1972       | Hokkaidō | Hokkaidō   | elenco | 10       |
| Sendai     | 仙台市     | 1.045.903          | 1º aprile 1989       | Tōhoku   | Miyagi     | elenco | 5        |
| Shizuoka   | 静岡市     | 716.328            | 1º aprile 2005       | Chūbu    | Shizuoka   | elenco | 3        |
| Yokohama   | 横浜市     | 3.689.603          | 1º settembre 1956    | Kantō    | Kanagawa   | elenco | 18       |

## L'eccezione di Tokyo
Tokyo è assente dalla lista perché dal punto di vista amministrativo non è una città ma una "metropoli" (都?, to) e ha i pieni poteri di una prefettura. La città di Tokyo è stata fusa nel 1943 con la prefettura di cui era capoluogo per formare la metropoli, e l'estinta città è stata suddivisa in 23 quartieri speciali (特別区?, tokubetsuku). I quartieri speciali di Tokyo hanno poteri maggiori di quelli delle altre città e un buon margine di autonomia dall'amministrazione metropolitana, tanto che ognuno ha un'assemblea e un sindaco eletto.

## Città che soddisfano i requisiti, ma non designate
(※ città nucleo; ※※ Città speciali)
| - Funabashi, Chiba※ - Kagoshima, Kagoshima※ - Himeji, Hyōgo※ - Matsuyama, Ehime※ | - Utsunomiya, Tochigi※ - Higashiōsaka, Osaka※ - Kawaguchi, Saitama※※ - Hachiōji, Tokyo※ |